# Stora Mörttjärnet (Köla socken, Värmland)
Stora Mörttjärnet är en sjö i Eda kommun i Värmland och ingår i Göta älvs huvudavrinningsområde. Sjön har en area på 0,0649 kvadratkilometer och ligger 219,5 meter över havet.

## Delavrinningsområde
Stora Mörttjärnet ingår i det delavrinningsområde (663577-129756) som SMHI kallar för Mynnar i Byälven. Medelhöjden är 163 meter över havet och ytan är 33,25 kvadratkilometer. Räknas de 5 avrinningsområdena uppströms in blir den ackumulerade arean 111,27 kvadratkilometer. Lillälven som avvattnar avrinningsområdet har biflödesordning 3, vilket innebär att vattnet flödar genom totalt 3 vattendrag innan det når havet efter 303 kilometer. Avrinningsområdet består mestadels av skog (66 procent), öppen mark (11 procent) och jordbruk (18 procent). Avrinningsområdet har 0,18 kvadratkilometer vattenytor vilket ger det en sjöprocent på 0,5 procent.